# Tecnologia NanoLED

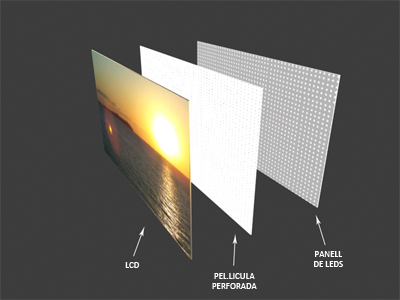
LCDpet

La tecnologia NanoLED és una innovadora tècnica dins del món de la nanotecnologia que es basa en l'ús de panells formats per nanoLEDs. Les pantalles creades a partir d'aquesta tecnologia es formen a partir d'una pel·lícula de punts diminuts, de l'ordre de nanòmetres, que es retroil·luminen per una pantalla de leds, tot això situat darrere del panell LCD que acabaran formant les noves pantalles. Gràcies a aquest sistema s'ha pogut avançar la tecnologia utilitzada per crear dispositius com televisors, per aconseguir que arribin a tindre un gruix de tan sols nou mil·límetres.

## Història
La tecnologia nanoLED procedeix de la constant lluita per millorar la tecnologia de les pantalles que s'utilitzen per fabricar millors televisors més eficients i elegants. Les grans companyies dins del sector dels electrodomèstics com el televisor, han evolucionat durant tota la història les pantalles per tal de crear productes més atractius i enderrocar a la competència. Aquesta constant lluita va portar a l'aparició d'aquesta tecnologia.

### Evolució de les pantalles

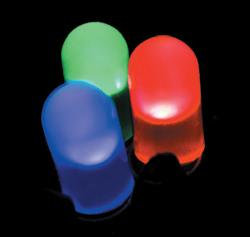
Exemple de LEDs RGB.

L'evolució de la tecnologia utilitzada en els televisors fins a arribar a la tecnologia nanoLED, procedeix des que es van començar a millorar el televisor de tub de raigs catòdics, perquè en observar que podien aconseguir televisors més rendibles i menys voluminosos.
Això va generar una carrera dins de l'avanç de les pantalles de televisor per aconseguir la millor davant de la competència. Es va començar pel ja anomenat tub de raigs catòdics, que va portar una evolució cap a les pantalles de projecció, que permeten pantalles de fins a 100 polzades. Però aquestes no eren aptes per televisió domèstica per la baixa resposta sobre la llum del dia, per tant van evolucionar més cap a pantalles de cinema.
El següent pas va ser la creació de les pantalles de plasma. Aquestes pantalles utilitzen la tecnologia del vidre líquid, que els permet arribar a una resolució de fins a 1920 per 1080 pixels. Es va aconseguir que els televisors passessin a tindre una amplada de fins a 2 cm, i això va provocar que canvies el concepte de televisió, ja que amb aquestes pantalles els consumidors podien penjar el televisor a la paret, com si es tractés d'un quadre. Algun d'aquest models de pantalla es van començar a utilitzar per pantalles d'ordinadors.
Després del televisor de plasma, van aparèixer les pantalles de LEDs, que són l'antecedent a la tecnologia nanoLED. Aquestes pantalles es basen en l'ús de mòduls de LED compostos per diferents leds RGB (colors primaris), existeixen pantalles d'un sol color, bicolor, tricolor i multicolor. Amb aquesta disposició, cada conjunt de leds formen els píxels que podran donar forma a les imatges.

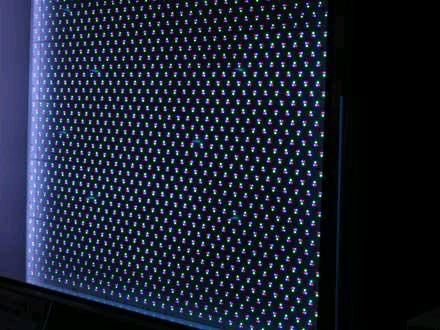
Unitat de retroil·luminació LED.

## Funcionament
Les pantalles basades en la tecnologia nanoLED, utilitzen la retroil·luminació mitjançant nanoLEDs, és a dir, distribueixen la llum que proporciona el panell de Leds a través d'una pel·lícula amb forats diminuts, que no superen l'ordre del nanòmetre, i que ajuden a distribuir la llum per les zones d'interès en la pantalla. D'aquesta manera s'aconsegueixen controlar millor les zones que cada led il·lumina, això fa que els tons negres es puguin definir molt millor i per tant, obtenir molta més qualitat sobre la imatge resultant.

### Millora
A part de l'evident millora respecte a les pantalles convencionals de LEDs, la tecnologia nanoLED ha permès millorar altres aspectes dels televisors, com per exemple, en el cas de l'empresa LG, un dels seus models millora la seva taxa de refresc a 400 Hz, amb la qual cosa s'observaran moviments més suaus. Amb aquesta tecnologia també es millora el rendiment energètic, ja que amb els nanoLEDs un 70% de l'energia requerida es converteix en llum, i de tota aquesta tan sols un 20% es perd.